# Mitzpe Ramon

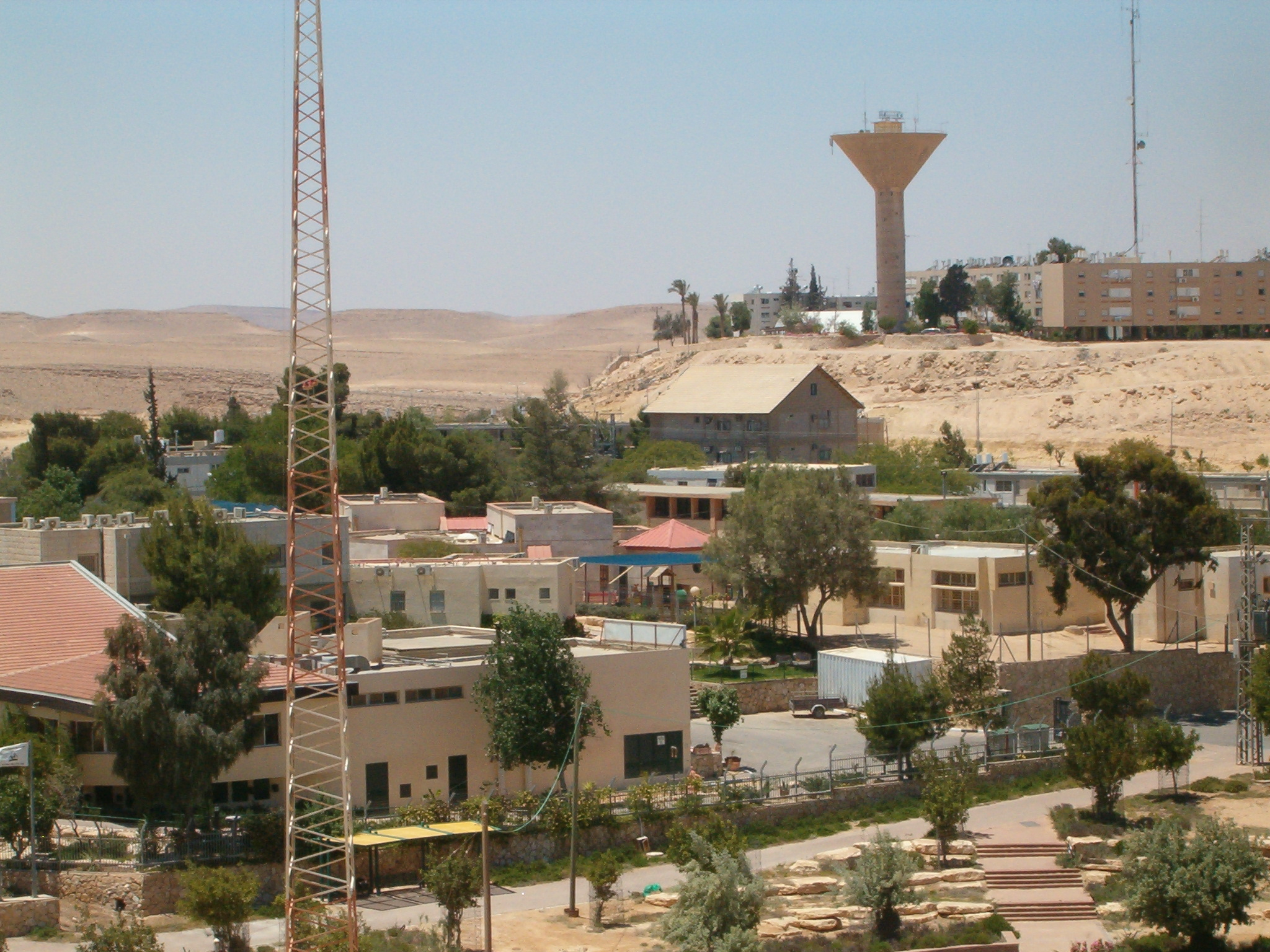
Vue de Mitzpe Ramon.

Mitzpe Ramon (hébreu מצפה רמון) est une localité d'Israël située dans le désert du Néguev central, à environ 85 km au sud de Beer-Sheva. Elle a le statut de conseil local.
Le nom de la ville signifie « le point d'observation de Ramon », en référence à la situation de la ville au bord du cratère de Ramon. Ramon serait une déformation de « Romain », et viendrait d'une voie que les Romains avaient construite ici.

## Géographie
La ville est située à 800 mètres d'altitude, sur l'arête nord de l'énorme cirque d'érosion karstique connu sous le nom de makhtesh Ramon (ou « cratère de Ramon »).
Mitzpe Ramon reste une petite ville, assez isolée des grands ensembles urbains israéliens, et lutte contre un des taux de chômage les plus élevés du pays.

## Faune
Parmi les locataires du parc Bio Ramon : des serpents (venimeux pour la plupart), des scorpions, des tortues, des rongeurs (comme le gros rat de sables), des lézards (comme le fouette-queue), des hérissons, des porcs-épics et des hiboux.

## Histoire
Des tribus bédouines vivaient dans cette région. Après ls création de l’État d’Israël, Mitzpe Ramon a été fondée en 1951 comme camp pour les ouvriers construisant la route vers Eilat, ainsi que comme poste militaire.
Les premiers résidents permanents de la ville sont des immigrés juifs d'Afrique du Nord et de Roumanie, envoyés là par le gouvernement soit directement "du bateau" (dès leur arrivée en Israël) soit à partir des camps de transit, dans les années 1950-1960 ; ce sont des "pionniers malgré eux" selon les termes du sociologue Alex Weingrod. Miztpe Ramon est devenue une ville de développement en 1958. Une des raisons originelles pour fonder une ville dans cet endroit isolé au milieu du désert était de tirer profit du trafic sur la route 40, qui relie les grandes villes de la bande côtière et du Nord-Neguev à Eilat, le port du sud, sur la mer Rouge.
L'autre raison était la volonté de l'État de renforcer la population juive dans un espace quasiment vide, le Néguev, afin d'affirmer pleinement l'appartenance de la région à Israël.
Une mauvaise administration et le mépris des responsables institutionnels ont fait de Mitzpe Ramon, à cette époque, une ville en difficulté économiquement, selon Anya Diekmann et Melanie Kay Smith : les Juifs Mizrahim ont été victimes d'une politique de marginalisation ethnique. Dans les années 1970 sont arrivés des African Hebrew Israelites of Jerusalem (nés en Amérique), puis dans les années 1990, des immigrants russes. À partir des années 1990 des ashkénazes séduits par le site naturel sont venus librement s'installer à Mitzpe Ramon. Dans les années 2000 des religieux-nationaux (Dati Leumi) se sont établis dans la ville

## Économie

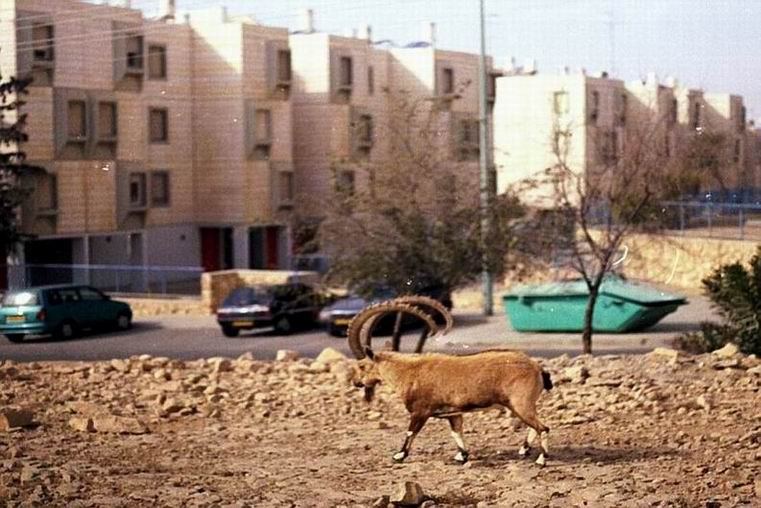
Une photo d'un quartier d'habitation, en 2004, avec un bouquetin de Nubie (Capra nubiana) au premier plan.

Aujourd'hui, l'activité économique de la ville est modeste, et la ville souffre d'un chômage important.
La ville dessert quelques carrières de craie et quelques bases militaires voisines. Plusieurs grandes bases militaires (avec plus de 10 000 soldats) entourent en effet la ville, y compris la grande base aérienne de Ramon. L'observatoire d'astronomie Wise est situé 5 kilomètres à l'est de la ville.
La croissance de la ville a été sévèrement stoppée pendant plusieurs années, quand la Route 90, plus grande, a été ouverte dans l'Arava (le long de la frontière jordanienne), vers la fin des années 1960. En effet, pratiquement tout le trafic vers Eilat a dévié par cette route, et Mitzpe Ramon s'est retrouvée isolée. Cependant, avec la croissance de l'écotourisme et l'amélioration de la route 40 (considérée comme offrant des vues plus spectaculaires), la ville a connu une renaissance depuis le milieu des années 1990, avec l'afflux de petits groupes de personnes souhaitant développer des activités tournant autour de l'environnement et du tourisme, des amoureux du désert et des artistes. Certaines tensions politiques et culturelles sont d'ailleurs encore perceptibles entre ces nouveaux arrivants, et les anciennes populations installées dans les années 1960 et 1970.
Un hôtel, a été ouvert dans la ville à la fin des années 1990, en même temps qu'un centre touristique (le Mitzpe Ramon Visitors Center) offrant une vue spectaculaire sur le cratère de Ramon. On trouve aussi une ferme élevant des lamas et des alpagas, ainsi que le Bio Ramon, un complexe présentant une riche collection de plantes et d'animaux de désert, et une auberge de jeunesse.

## LesBlacks Hebrews

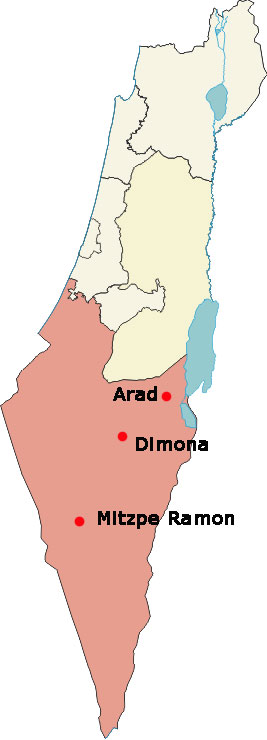
Situation de Mizpe Ramon

On trouve aussi à Mitzpe Ramon une petite communauté des African Hebrew Israelites of Jerusalem (souvent appelés Black Hebrews), une communauté religieuse d'origine afro-américaine, considérant descendre des anciens Hébreux de la Bible, et qui a émigré à ce titre en Israël à partir de 1969, surtout à Dimona, mais aussi dans d'autres villes, comme Mitzpe Ramon. Ce groupe n'est pas reconnu comme Juif par l'État d'Israël.